# Bliesransbach
Cet article possède un paronyme, voir Blies (homonymie).
Bliesransbach (en sarrois Raaschbach) est un ortsteil de la commune allemande de Kleinblittersdorf, en Sarre.

## Lieux et monuments

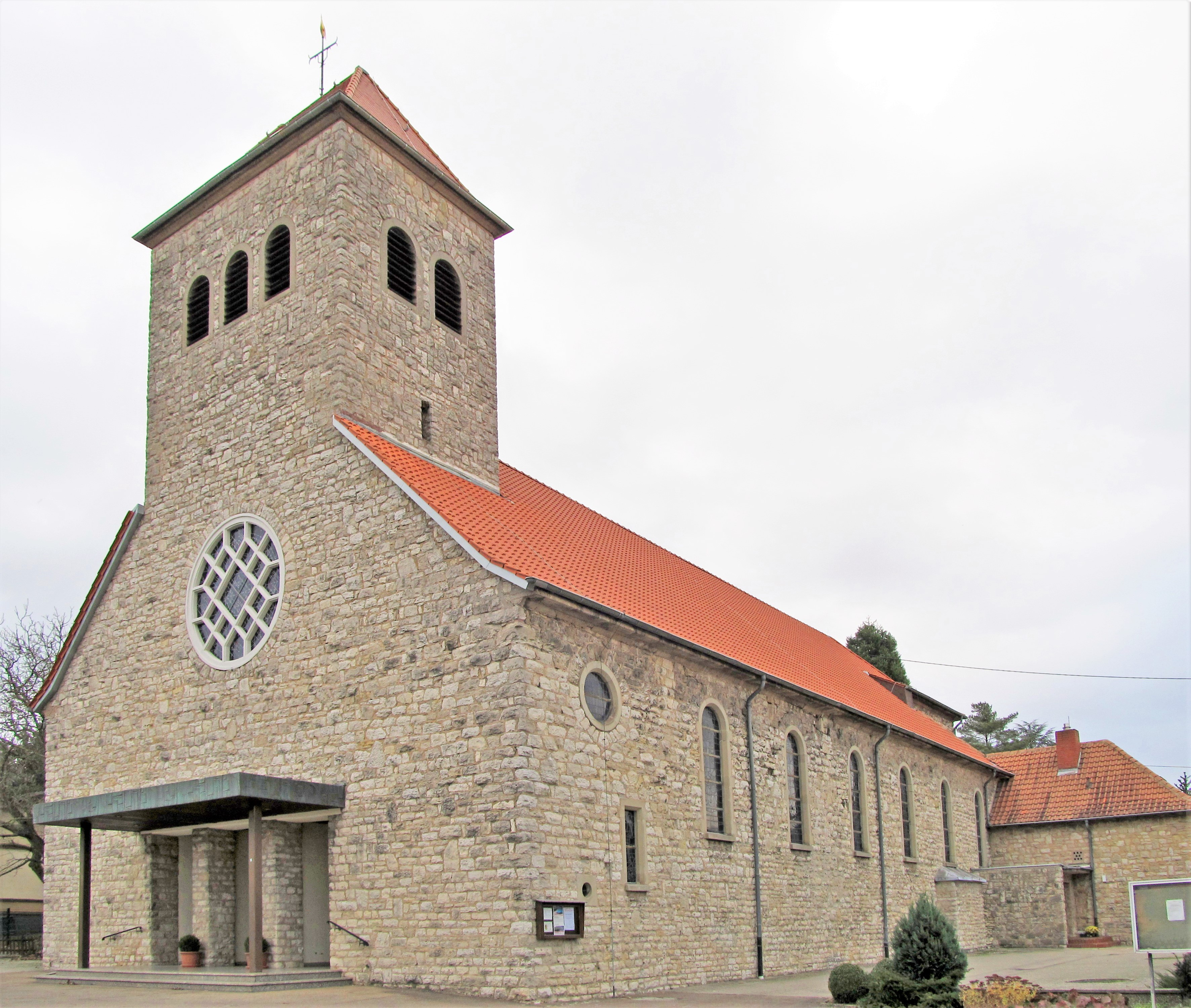

## Géographie
Bliesransbach constitue la limite sud-ouest de la communauté régionale de Sarrebruck et est situé au sein de la vallée de la Blies. Les villages voisins sont Bliesmengen-Bolchen, Blies-Schweyen, Blies-Guersviller, Sitterswald, Auersmacher, Kleinblittersdorf, Bübingen, Fechingen, Eschringen et Ormesheim.